# Pseudaneitea schauinslandi
Pseudaneitea schauinslandi är en snäckart som först beskrevs av Plate 1897.  Pseudaneitea schauinslandi ingår i släktet Pseudaneitea och familjen Athoracophoridae. Inga underarter finns listade i Catalogue of Life.